# AutoCont extraliga 2013/2014
AutoCont extraliga 2013/2014 byla 21. ročníkem nejvyšší mužské florbalové soutěže v Česku.
Soutěž odehrálo 12 týmů systémem dvakrát každý s každým. Prvních osm týmů postoupilo do play-off, ostatní čtyři týmy hrály o udržení (play-down).
Mistrovský titul získal podruhé v řadě a pošesté celkem tým 1. SC WOOW Vítkovice, který ve finále porazil tým Tatran Omlux Střešovice. Vítkovice získaly v tomto ročníku titul i v ženské lize ve finále konaném na stejném místě stejný den. Bylo to teprve podruhé co se jednomu oddílu podařilo získat v jednom roce titul v play-off v mužské i ženské soutěži. Poprvé se to podařilo také Vítkovicím v sezóně 1999/2000.
Vítězem základní části se popáté v řadě stal Tatran Omlux Střešovice, čímž překonal vlastní rekord ze sezón 2004/2005 až 2007/2008. 
Nováčky v této sezoně byly týmy FBC Kladno a Sokol Pardubice, výherci 1. ligy a baráže v předchozí sezóně.
Kladno postoupilo do Extraligy podruhé po dvou sezónách v 1. lize. Stejně jako při předchozím postupu svoji extraligovou účast neobhájilo hned v první sezóně. Tým byl v následující sezóně nahrazen vítězem tohoto ročníku 1. ligy, týmem TJ X3M Sokol Královské Vinohrady, který se do Extraligy vrátil po sedmi sezónách v 1. lize. Pardubice se vrátily do Extraligy po jedné sezóně v 1. lize.

## Základní část
| Poř. | Tým                       | Z  | V  | VP | PP | P  | VG  | OG  | B  |
| ---- | ------------------------- | -- | -- | -- | -- | -- | --- | --- | -- |
| 1.   | Tatran Omlux Střešovice   | 22 | 17 | 2  | 0  | 3  | 148 | 90  | 55 |
| 2.   | BILLY BOY Mladá Boleslav  | 22 | 18 | 0  | 1  | 3  | 158 | 90  | 55 |
| 3.   | TJ JM Pedro Perez Chodov  | 22 | 14 | 1  | 1  | 6  | 158 | 118 | 45 |
| 4.   | 1. SC WOOW Vítkovice      | 22 | 13 | 1  | 1  | 7  | 108 | 74  | 42 |
| 5.   | Panthers Otrokovice       | 22 | 11 | 1  | 1  | 9  | 106 | 103 | 36 |
| 6.   | AC Sparta Praha Florbal   | 22 | 9  | 2  | 2  | 9  | 105 | 106 | 33 |
| 7.   | FbŠ Bohemians             | 22 | 10 | 0  | 3  | 9  | 118 | 115 | 33 |
| 8.   | itelligence Bulldogs Brno | 22 | 7  | 6  | 0  | 9  | 113 | 99  | 33 |
| 9.   | Sokol Pardubice           | 22 | 7  | 1  | 3  | 11 | 125 | 137 | 26 |
| 10.  | FBC ČPP Software Ostrava  | 22 | 7  | 0  | 1  | 14 | 102 | 130 | 22 |
| 11.  | FBC Liberec               | 22 | 2  | 1  | 2  | 17 | 93  | 163 | 10 |
| 12.  | FBC Kladno                | 22 | 1  | 1  | 1  | 19 | 72  | 181 | 6  |

## Vyřazovací boje

### Pavouk
|  | Čtvrtfinále (na zápasy)   | Čtvrtfinále (na zápasy) |                          |   | Semifinále (na zápasy) | Semifinále (na zápasy) |  |  | Superfinále (skóre) | Superfinále (skóre) |
|  |                           |                         |                          |   |                        |                        |  |  |                     |                     |
|  |                           |                         |                          |   |                        |                        |  |  |                     |                     |
|  | Tatran Omlux Střešovice   | 4                       |                          |   |                        |                        |  |  |                     |                     |
|  | Tatran Omlux Střešovice   | 4                       |                          |   |                        |                        |  |  |                     |                     |
|  | AC Sparta Praha Florbal   | 0                       |                          |   |                        |                        |  |  |                     |                     |
|  | AC Sparta Praha Florbal   | 0                       | Tatran Omlux Střešovice  | 4 |                        |                        |  |  |                     |                     |
|  |                           |                         | Tatran Omlux Střešovice  | 4 |                        |                        |  |  |                     |                     |
|  |                           | Panthers Otrokovice     | 0                        |   |                        |                        |  |  |                     |                     |
|  | TJ JM Pedro Perez Chodov  | Panthers Otrokovice     | 0                        | 3 |                        |                        |  |  |                     |                     |
|  | TJ JM Pedro Perez Chodov  |                         |                          | 3 |                        |                        |  |  |                     |                     |
|  | Panthers Otrokovice       | 4                       |                          |   |                        |                        |  |  |                     |                     |
|  | Panthers Otrokovice       | 4                       | Tatran Omlux Střešovice  | 1 |                        |                        |  |  |                     |                     |
|  |                           |                         | Tatran Omlux Střešovice  | 1 |                        |                        |  |  |                     |                     |
|  |                           | 1. SC WOOW Vítkovice    | 3                        |   |                        |                        |  |  |                     |                     |
|  | BILLY BOY Mladá Boleslav  | 1. SC WOOW Vítkovice    | 3                        | 4 |                        |                        |  |  |                     |                     |
|  | BILLY BOY Mladá Boleslav  |                         |                          | 4 |                        |                        |  |  |                     |                     |
|  | FbŠ Bohemians             | 1                       |                          |   |                        |                        |  |  |                     |                     |
|  | FbŠ Bohemians             | 1                       | BILLY BOY Mladá Boleslav | 2 |                        |                        |  |  |                     |                     |
|  |                           |                         | BILLY BOY Mladá Boleslav | 2 |                        |                        |  |  |                     |                     |
|  |                           | 1. SC WOOW Vítkovice    | 4                        |   |                        |                        |  |  |                     |                     |
|  | 1. SC WOOW Vítkovice      | 1. SC WOOW Vítkovice    | 4                        | 4 |                        |                        |  |  |                     |                     |
|  | 1. SC WOOW Vítkovice      |                         |                          | 4 |                        |                        |  |  |                     |                     |
|  | itelligence Bulldogs Brno | 3                       |                          |   |                        |                        |  |  |                     |                     |
|  | itelligence Bulldogs Brno | 3                       |                          |   |                        |                        |  |  |                     |                     |

### Čtvrtfinále
První tři týmy si postupně zvolily soupeře pro čtvrtfinále z druhé čtveřice.
Tatran Omlux Střešovice – AC Sparta Praha Florbal 4 : 0 na zápasy – Zpráva
- 1. 3. 2014 19:15, Tatran – Sparta 11 : 2 (2:0, 4:2, 5:0)
- 2. 3. 2014 16:45, Tatran – Sparta 17 : 5 (2:1, 1:2, 4:2)
- 6. 3. 2014 18:13, Sparta – Tatran 13 : 7 (0:1, 1:3, 2:3)
- 8. 3. 2014 20:54, Sparta – Tatran 14 : 5 (3:0, 1:1, 0:4)

TJ JM Pedro Perez Chodov – Panthers Otrokovice 3 : 4 na zápasy – Zpráva
- 01. 3. 2014 19:00, Chodov – Otrokovice 15 : 2 (2:1, 2:1, 1:0)
- 12. 3. 2014 15:00, Chodov – Otrokovice 15 : 6 (2:1, 1:2, 2:3)
- 18. 3. 2014 20:00, Otrokovice – Chodov 10 : 6 (3:1, 3:1, 4:4)
- 19. 3. 2014 18:30, Otrokovice – Chodov 18 : 9 ts (3:2, 2:3, 3:3, 0:0)
- 12. 3. 2014 18:05, Chodov – Otrokovice 12 : 6 (0:2, 1:2, 1:2)
- 14. 3. 2014 20:00, Otrokovice – Chodov 13 : 4 ts (0:1, 3:2, 0:0, 0:0)
- 16. 3. 2014 17:32, Chodov – Otrokovice 17 : 9 (0:1, 0:5, 7:3)

BILLY BOY Mladá Boleslav – FbŠ Bohemians 4 : 1 na zápasy – Zpráva
- 01. 3. 2014 19:00, Boleslav – Bohemians 17 : 8 prodl. (2:3, 2:2, 3:2, 0:1)
- 12. 3. 2014 15:00, Boleslav – Bohemians 15 : 1 (0:1, 1:0, 4:0)
- 18. 3. 2014 20:00, Bohemians – Boleslav 16 : 7 prodl. (3:1, 2:3, 1:2, 0:1)
- 19. 3. 2014 18:00, Bohemians – Boleslav 14 : 5 (2:3, 1:1, 1:1)
- 11. 3. 2014 20:00, Boleslav – Bohemians 12 : 6 (3:1, 2:3, 7:2)

1. SC WOOW Vítkovice – itelligence Bulldogs Brno 4 : 3 na zápasy – Zpráva
- 11. 3. 2014 17:30, Vítkovice – Bulldogs 4 : 5 (2:3, 1:1, 1:1)
- 12. 3. 2014 17:30, Vítkovice – Bulldogs 4 : 0 (2:0, 1:0, 1:0)
- 18. 3. 2014 17:00, Bulldogs – Vítkovice 8 : 4 (3:1, 1:2, 4:1)
- 19. 3. 2014 17:30, Bulldogs – Vítkovice 2 : 3 (1:2, 0:0, 1:1)
- 11. 3. 2014 19:00, Vítkovice – Bulldogs 6 : 2 (0:0, 2:1, 4:1)
- 13. 3. 2014 20:00, Bulldogs – Vítkovice 4 : 3 (2:0, 1:0, 1:3)
- 15. 3. 2014 17:15, Vítkovice – Bulldogs 4 : 2 (2:1, 1:0, 1:1)

### Semifinále
Tatran Omlux Střešovice – Panthers Otrokovice 4 : 0 na zápasy – Zpráva
- 25. 3. 2014 18:00, Tatran – Otrokovice 2 : 10 (0:1, 0:0, 2:0)
- 27. 3. 2014 17:40, Tatran – Otrokovice 8 : 10 (2:0, 2:1, 4:0)
- 29. 3. 2014 20:00, Otrokovice – Tatran 3 : 10 (0:5, 2:3, 1:2)
- 30. 3. 2014 17:00, Otrokovice – Tatran 2 : 71 (0:4, 1:2, 1:1)

BILLY BOY Mladá Boleslav – 1. SC WOOW Vítkovice 2 : 4 na zápasy – Zpráva
- 21. 3. 2014 18:10, Boleslav – Vítkovice 15 : 4 ts (2:1, 0:0, 2:3, 0:0)
- 22. 3. 2014 17:00, Boleslav – Vítkovice 15 : 4 (1:2, 4:1, 0:1)
- 29. 3. 2014 17:15, Vítkovice – Boleslav 13 : 2 (1:1, 0:1, 2:0)
- 30. 3. 2014 13:25, Vítkovice – Boleslav 12 : 1 (0:0, 0:0, 2:1)
- 01. 4. 2014 18:10, Boleslav – Vítkovice 11 : 2 prodl. (0:0, 1:1, 0:0, 0:1)
- 13. 4. 2014 20:00, Vítkovice – Boleslav 10 : 6 (2:0, 5:3, 3:3)

### Superfinále
O mistru Extraligy rozhodl jeden zápas tzv. superfinále 13. dubna 2014 v O2 areně v Praze. Zápas sledovalo 9 659 diváků.
- 13. 4. 2014 16:00, Tatran Omlux Střešovice – 1. SC WOOW Vítkovice 1 : 3 (0:0, 0:1, 1:2)[1][2] – Zpráva

## Boje o udržení
Hráli 9. s 12. a 10. s 11. po základní části. Vítězové z 1. kola zůstali v Extralize, poražení hráli 2. kolo

### Pavouk
|  | 1. kolo (na zápasy)      | 1. kolo (na zápasy) |                          |   | 2. kolo (na zápasy) | 2. kolo (na zápasy) |
|  |                          |                     |                          |   |                     |                     |
|  |                          |                     |                          |   |                     |                     |
|  | FBC ČPP Software Ostrava | 1                   |                          |   |                     |                     |
|  | FBC ČPP Software Ostrava | 1                   |                          |   |                     |                     |
|  | FBC Liberec              | 3                   |                          |   |                     |                     |
|  | FBC Liberec              | 3                   | FBC ČPP Software Ostrava | 3 |                     |                     |
|  |                          |                     | FBC ČPP Software Ostrava | 3 |                     |                     |
|  |                          | FBC Kladno          | 0                        |   |                     |                     |
|  | Sokol Pardubice          | FBC Kladno          | 0                        | 3 |                     |                     |
|  | Sokol Pardubice          |                     |                          | 3 |                     |                     |
|  | FBC Kladno               | 0                   |                          |   |                     |                     |

### 1. kolo
FBC ČPP Software Ostrava – FBC Liberec 1 : 3 na zápasy – Zpráva
- 18. 3. 2014 13:30, Ostrava – Liberec 5 : 3 (1:1, 0:0, 4:2)
- 19. 3. 2014 14:15, Ostrava – Liberec 3 : 8 (0:5, 2:1, 1:2)
- 15. 3. 2014 17:00, Liberec – Ostrava 4 : 3 (1:0, 0:2, 3:2)
- 16. 3. 2014 17:00, Liberec – Ostrava 7 : 6 ts (1:3, 2:1, 3:2, 0:0)

Sokol Pardubice – FBC Kladno 3 : 0 na zápasy – Zpráva
- 18. 3. 2014 18:00, Pardubice – Kladno 16 : 1 (1:0, 0:0, 5:1)
- 19. 3. 2014 17:00, Pardubice – Kladno 12 : 3 (4:3, 4:0, 4:0)
- 15. 3. 2014 17:00, Kladno – Pardubice 15 : 9 (2:1, 0:4, 3:4)

### 2. kolo
Hráli poražení z prvního kola. Vítěz hrál baráž a poražený sestoupil do 1. ligy.
FBC ČPP Software Ostrava – FBC Kladno 3 : 0 na zápasy – Zpráva
- 22. 3. 2014 15:00, Ostrava – Kladno 7 : 3 (1:0, 2:2, 4:1)
- 23. 3. 2014 18:00, Ostrava – Kladno 6 : 3 (3:1, 2:2, 1:0)
- 29. 3. 2014 19:15, Kladno – Ostrava 5 : 7 (0:2, 1:3, 4:2)

### Baráž
Hrál poražený 2. kola s druhým z 1. ligy. Vítěz hrál v nové sezoně Extraligu, poražený 1. ligu.
FBC ČPP Software Ostrava – FBŠ Hattrick Brno 3 : 1 na zápasy – Zpráva
- 12. 4. 2014 19:30, Ostrava – Hattrick 6 : 12 (0:1, 3:2, 3:9)
- 19. 4. 2014 19:00, Hattrick – Ostrava 4 : 51 (1:2, 2:2, 1:1)
- 20. 4. 2014 17:00, Hattrick – Ostrava 6 : 91 (5:2, 0:2, 1:5)
- 26. 4. 2014 19:00, Ostrava – Hattrick 9 : 8 prodl. (3:3, 1:1, 4:4, 1:0)

## Konečné pořadí
| Pořadí           | Tým                       |
| ---------------- | ------------------------- |
| Zlatá medaile    | 1. SC WOOW Vítkovice      |
| Stříbrná medaile | Tatran Omlux Střešovice   |
| Bronzová medaile | BILLY BOY Mladá Boleslav  |
| 4.               | Panthers Otrokovice       |
| 5.               | TJ JM Pedro Perez Chodov  |
| 6.               | AC Sparta Praha Florbal   |
| 7.               | FbŠ Bohemians             |
| 8.               | itelligence Bulldogs Brno |
| 9.               | Sokol Pardubice           |
| 10.              | FBC Liberec               |
| 11.              | FBC ČPP Software Ostrava  |
| 12.              | FBC Kladno                |

## Nejužitečnější hráči
Nejužitečnějšími hráči Extraligy byli zvoleni:
1. Martin Zozulák (Sokol Pardubice)
2. Jiří Curney (BILLY BOY Mladá Boleslav)
3. Matěj Jendrišák (TJ JM Pedro Perez Chodov)